# Deuteronomos alniarius
Deuteronomos alniarius là một loài bướm đêm trong họ Geometridae.